# Pieter van Vollenhoven
Pieter van Vollenhoven Jr. (* 30. dubna 1939 Schiedam) je manžel princezny Margriet Nizozemské a manželstvím člen nizozemského královského rodu.

## Mládí a kariéra
Pieter se narodil v Schiedamu, je druhým synem Pietera van Vollenhovena Sr. (1897–⁠⁠⁠⁠⁠⁠1977) a jeho ženy Jacoby Gijsberthy Stuylingh de Lange (1906–⁠⁠⁠⁠⁠⁠1983). Rodina van Vollenhovenů a rodina Stuylingh de Langů patří do nizozemského patriciátu.
Pieter navštěvoval střední školu v Rotterdamu a následně studoval právo na Univerzitě v Leidenu. Promoval v roce 1965, poté pracoval jako právní referent u Nizozemské státní rady. V roce 1966 vykonával vojenskou službu u Nizozemského královského letectva a v následujícím roce získal vojenský pilotní průkaz.

## Současné pozice
Pieter je v současnosti v Nizozemsku nejznámější tím, že byl předsedou Bezpečnostní rady Nizozemska, z níž v únoru 2011 odešel do důchodu. Ministrem Tjerkem Westerterpem byl původně jmenován předsedou Rady pro bezpečnost silniční dopravy a Rady pro incidenty v železniční dopravě.
V roce 1989 se Van Vollenhoven ujal iniciativy při zřizování nizozemského Fondu na podporu obětí, jehož je také předsedou. Je také předsedou Nationaal Groenfonds, National Restorationfund a Society, Safety and Police Association a International Transport Safety Board. Je členem Evropské rady pro bezpečnost dopravy.

### Významné činy
Jako předseda Bezpečnostní rady dohlížel Pieter na vyšetřování Schipholbrandu, požáru zadržovacího zařízení pro nelegální přistěhovalce v Nizozemsku. Dne 21. září 2006 představil závěrečnou zprávu s tak zničujícími nálezy, že ministři Piet Hein Donner a Sybilla Dekker kvůli ní rezignovali. Třetí odpovědná ministryně Rita Verdonk odmítla rezignovat navzdory své odpovědnosti v této věci.
Když mu bylo 70 let, Barry Sweedler (z amerického Národního výboru pro bezpečnost dopravy) mu řekl: „Svět je díky vaší práci a vedení bezpečnější místo.“

## Koníčky
Pieter je vášnivý pianista. V roce 1986 založil trio –⁠⁠⁠⁠⁠⁠ De Gevleugelde Vrienden –⁠⁠⁠⁠⁠⁠ se dvěma předními klavíristy v zemi (Pim Jacobs a Louis van Dijk) a každoročně uskutečnil dvacet koncertů doma i v zahraničí s pomocí Fondu podpory obětí. De Gevleugelde Vrienden získal čtyři zlaté disky. Po smrti jednoho z členů tria Pima Jacobse Pieter nadále koncertoval s pianisty Louisem van Dijkem a Koosem Markem.
Pieter je stále aktivním pilotem a také se potápí. Během ponoru v roce 2005 málem ztratil špičku pravého ukazováčku, když se zachytil mezi člunem a schody v doku. Lékaři dokázali špičku znovu připojit.
Je také fotografem. Fond na podporu obětí získal peníze v letech 2008 a 2009 prodejem kalendářů s jeho fotografiemi.

## Zdraví
Pieterovi byl v květnu 2017 diagnostikován melanom, běžný typ rakoviny kůže. Nechal jej odstranit v Nizozemském institutu pro rakovinu v Amsterdamu. V listopadu téhož roku mu byl diagnostikován další melanom a byl odstraněn.

## Svatba a rodina
Pieter se oženil s princeznou Margriet Nizozemskou v Haagu 10. ledna 1967 v Kostele sv. Jakuba. To z něj udělalo prvního člena nizozemského královského rodu,
který byl obyčejným občanem a neměl královský nebo ušlechtilý původ. V důsledku manželství nedostal žádné královské tituly, a proto je formálně oslovován jako „pan Van Vollenhoven“ nebo svým profesním titulem jako „profesor Van Vollenhoven“.
Pár žije v domě Het Loo poblíž paláce Het Loo. Mají čtyři syny:
- Princ Maurits Oranžsko-Nasavský, van Vollenhoven (*17. dubna 1968), ženatý s Marilène van den Broek (*4. února 1970)
- Princ Bernhard Oranžsko-Nasavský, van Vollenhoven (*25. prosince 1969), ženatý s Annette Sekrève (*18. dubna 1972)
- Princ Pieter-Christiaan Oranžsko-Nasavský, van Vollenhoven (*22. března 1972), ženatý s Anitou van Eijk (*27. října 1969)
- Princ Floris Oranžsko-Nasavský, van Vollenhoven (*10. dubna 1975), ženatý s Aimée Söhngen (*19. října 1977)

Německé jméno rodu Lippsko-Biesterfeldských nesou děti knížete Mauritse (což jim dává příjmení Van Lippe-Biesterfeld van Vollenhoven); jeho další děti (vnoučata) jsou jen van Vollenhoven.

## Vyznamenání a ocenění

Erb

Pieter obdržel řadu vyznamenání a ocenění v Nizozemsku, ale i mezinárodně:
| Země                             | Datum                                                                           | Jmenování                                                        | Stuha | Další       |
| -------------------------------- | ------------------------------------------------------------------------------- | ---------------------------------------------------------------- | ----- | ----------- |
| Nizozemsko                       | 29. dubna 2004                                                                  | Rytíř Velkokříže Řádu nizozemského lva                           |       | [ 4 ]       |
| Nizozemsko                       | 10. ledna 1967                                                                  | Velkokříž Řádu rodu Oranžských                                   |       | [ 4 ]       |
| Nizozemsko                       | 10. března 1966                                                                 | Svatební medaile princezny Beatrix a Clause von Amsberga         |       | [ 4 ]       |
| Nizozemsko                       | 1980                                                                            | Nizozemská korunovační medaile 1980                              |       | [ 4 ]       |
| Nizozemsko                       | 1980                                                                            | Medaile za návštěvu Nizozemských Antil 1980                      |       | [ 4 ]       |
| Nizozemsko                       | 2002                                                                            | Královská svatební medaile 2002                                  |       | [ 4 ]       |
| Nizozemsko                       | Důstojnické vyznamenání za dlouhou službu (Nizozemsko) s římskou číslovkou L    |                                                                  |       |             |
| Nizozemsko                       | 2013                                                                            | Inaugurační medaile krále Viléma-Alexandra 2013                  |       | [ 4 ]       |
| Belgie                           |                                                                                 | Velkokříž Řádu koruny                                            |       | [ 5 ]       |
| Kamerun                          |                                                                                 | Velkostuha Řádu za zásluhy                                       |       |             |
| Německo                          |                                                                                 | Velkokříž první třídy Záslužného řádu Spolkové republiky Německo |       |             |
| Finsko                           |                                                                                 | Velkokříž Řádu bílé růže                                         |       |             |
| Francie                          |                                                                                 | Velkokříž Národního řádu za zásluhy                              |       |             |
| Itálie                           |                                                                                 | Velkokříž Řádu zásluh o Italskou republiku                       |       |             |
| Pobřeží slonoviny                |                                                                                 | Velkokříž Národního řádu                                         |       |             |
| Japonsko                         |                                                                                 | Velkostuha Řádu posvátného pokladu                               |       |             |
| Jordánsko                        |                                                                                 | Velkostuha Nejvyššího řádu renesance                             |       |             |
| Lucembursko                      |                                                                                 | Velkokříž Řádu Adolfa Nasavského                                 |       |             |
| Lucembursko                      | Velkokříž Řádu dubové koruny                                                    |                                                                  |       |             |
| Lucembursko                      | Pamětní medaile sňatku JkV prince Jana a princezny Josefíny Šarloty Lucemburské |                                                                  |       |             |
| Norsko                           |                                                                                 | Velkokříž Norského královského řádu za zásluhy                   |       |             |
| Polsko                           | 2012                                                                            | Komandérský kříž Řádu za zásluhy Polské republiky                |       | [ 6 ] [ 7 ] |
| Portugalsko                      |                                                                                 | Velkokříž Řádu prince Jindřicha                                  |       |             |
| Rumunská socialistická republika |                                                                                 | Velkokříž Řádu 23. srpna                                         |       |             |
| Senegal                          |                                                                                 | Velkokříž Národního řádu lva                                     |       |             |

### Čestné občanství
12. června 2004 byl jmenován čestným občanem města Vollenhove.